# Nowa Bordziłówka
Nowa Bordziłówka – wieś w Polsce położona w województwie lubelskim, w powiecie bialskim, w gminie Leśna Podlaska.
W latach 1975–1998 miejscowość administracyjnie należała do województwa bialskopodlaskiego.
Wieś jest sołectwem w gminie Leśna Podlaska. Według Narodowego Spisu Powszechnego z roku 2011 wieś liczyła 168 mieszkańców.
Wierni Kościoła rzymskokatolickiego należą do parafii Narodzenia NMP i św. Apostołów Piotra i Pawła w Leśnej Podlaskiej.

## Historia
W wieku XIX opisano Bordziłówkę Nową jako wieś i Bordziłówkę Starą jako wieś i folwark w powiecie konstantynowskim, gminie Witulin, wsie oddalone o pół mili od Witulina, parafii Bordziłówka.
Bordziłówkę zwano  dawniej „Borzyłówką”. Parafia rzymskokatolicka była dawniej w miejscu, w roku 1883 w Górkach, dawna greckokatolicka w Wygnankach. 

W XVI w. rozróżniano już wieś dominialną i folwark zwany „Borzyłowa Wola” stanowiły one wówczas własność Mikołaja Kiszki, wojewody podlaskiego (1587 r.). 
Po jego śmierci  wdowa, Barbara z Chodkiewiczów Kiszka, aktem sporządzonym w grodzie Drohickim  w roku 1594, rzeczone dobra oddała w wieczyste posiadanie urodzonemu Wawrzyńcowi Witanowskiemu, ten zaś w r. 1628 scedował swe prawa w Mielniku. urodzonemu Maciejowi Chodkowskiemu. (Metryki Koronne, W. T. Lubelskie, 402.). 

Na Bordziłówce mieli swoje działy także Poniatowscy, stąd spory sąsiedzkie z Witanowskiemi, zwłaszcza w r. 1598. (Wyroki Lubelskie księga 76 karty 318, 352). 

Nowy dziedzic Chodkowski, wraz z małżonką Marią z Kościuszków Chodkowską, fundował w Bordziłówce w r. 1646 kościół parafialny pw. Św. Mateusza Apostoła. Uposażenie jego stanowił, oprócz gruntów i dziesięcin, młyn na rzece Białce, który wzniósł jeszcze wojewoda Kiszka, (l.c., 402, 1043). Gdy kościółek ten spłonął w r. 1791, a zbudowana wtedy kaplica także zgorzała w roku 1846, stanął tu nowy drewniany kościółek dokończony w r. 1849, który dotrwał do r. 1897. Obecnie stoi tu cerkiew prawosławna. Parafię rzymskokatolicką przyłączono do Górek i sąsiednich kościołów. W r. 1862 było tu katolików 500, wyznania grecko unickiego 520, żydów 12, razem 1 032 dusz. Do parafii należały wsie: Bordziłówka, Droblin, Kiełbaski. Koszelówka, Osówka, Pasieka, Podleśna, Witulin. Wszystkie w dekanacie konstantynowskim. Według wykazu urzędowego z r. 1877, Bordziłowka Nowa miała 92 mieszkańców, 9 domów i 246 mórg ziemi. Bordziłówka Stara wieś i folwark 60 mieszkańców, 10 domów i 464 mórg. W roku 1883 w posiadaniu Aleksego Lubickiego.